# Szilárd Németh
Szilárd Németh (ur. 8 sierpnia 1977 w Komárnie) – słowacki piłkarz pochodzenia węgierskiego występujący na pozycji napastnika.
Karierę rozpoczynał w Slovanie Bratysława, z którego później przeniósł się do Koszyc. W obu tych klubach imponował skutecznością i niebawem został wypożyczony do czeskiej Sparty Praga. Niedługo potem wrócił na Słowację, do Interu Bratysława. Swoją dobrą grą zwrócił uwagę zachodnich klubów (m.in. Interu Mediolan). W 2001 roku trafił jednak do Middlesbrough. W styczniu 2006 został wypożyczony do Strasbourga. Od lipca 2006 jest zawodnikiem drużyny II Bundesligi Alemannii Aachen.
Németh jest z 22 bramkami najskuteczniejszym piłkarzem w historii reprezentacji Słowacji.